# Psecas sumptuosus
Psecas sumptuosus là một loài nhện trong họ Salticidae.
Loài này thuộc chi Psecas. Psecas sumptuosus được Josef Anton Maximilian Perty miêu tả năm 1833.